# Nikolai Alexandrowitsch Sokolow (Komponist)
Nikolai Alexandrowitsch Sokolow (russisch Николай Александрович Соколов; * 14. Märzjul. / 26. März 1859greg. in Sankt Petersburg; † 27. März 1922 in Petrograd) war ein russischer Komponist und Hochschullehrer.
Sokolow studierte am Sankt Petersburger Konservatorium bei Nikolai Rimski-Korsakow und Julius Johannsen. Ab 1886 bis zur Oktoberrevolution lehrte er an der Petersburger Hofkapelle und ab 1896 auch am Konservatorium, wo er 1908 eine Professur erhielt. Zu seinen Schülern zählten beispielsweise Dmitri Schostakowitsch und Iwan Wyschnegradsky.
Sokolow komponierte unter anderem zwei Ballette nach Hans Christian Andersen, Schauspielmusik, Kammermusik (darunter drei Streichquartette), Lieder und Geistliche Musik. Sokolow zählte zum Kreis um den Verleger und Mäzen Mitrofan Beljajew und trug auch Kompositionen zu dessen Quartettabenden Les Vendredis bei. Außerdem war er Verfasser mehrerer musiktheoretischer Lehrbücher.